# 브라티슬라바 증권거래소

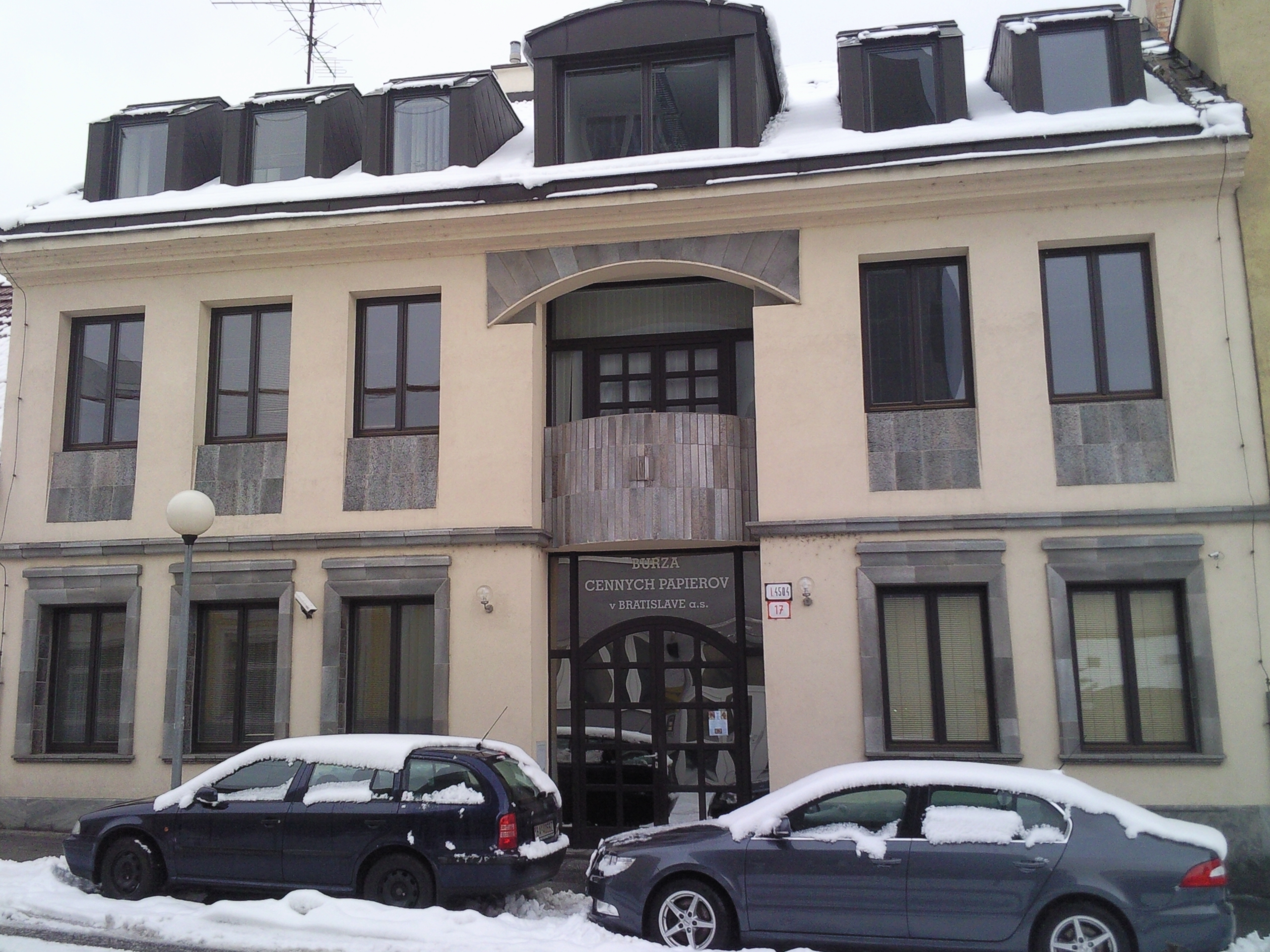

브라티슬라바 증권거래소(BSSE, BCPB, 슬로바키아어: Burza cenných papierov v Bratislave)는 슬로바키아 브라티슬라바에 소재한 증권거래소이다.